# RM18980
RM18980 — хімічно пекулярна зоря спектрального класу
Зорі спектрального класу й має видиму зоряну величину в смузі V приблизно 10,6.